# Platostoma tridechii
Platostoma tridechii es una especie de planta con flores de la familia de las lamiáceas, oriunda de Tailandia.

## Descripción
Son especies de hierbas perennes de vida corta, alcanzado hasta 50 cm de altura y posee tallos cuadrangulares o redondo-cuadrangulares, ramificados, pubescentes y como otros miembros de su género, se caracteriza por poseer núculas apicalmente agudos y estambres posteriores, a menudo apendiculados.
P. tridechii se distingue de P. grandiflorum por la presencia de un cáliz fructífero más pequeño (3,5 a 4,5 mm en comparación a los 6 a 8 mm de largo en P. grandiflorum) y de P. cambodgense por su hábito perenne en lugar de anual y la presencia de un tubo de cáliz fructífero híspido en lugar de densamente pubescente a velloso, además de otras sinapomorfias.

## Hábitat y distribución
Se conoce únicamente por su localidad tipo, ubicada en la reserva de vida silvestre Phu Wua, en el noreste de Tailandia. De acuerdo con su descubridor, posiblemente sea endémica limitándose a la localidad tipo y, posiblemente, Laos. Habita en una meseta de arenisca a 180 m de altitud, en un área parcialmente sombreada en el bosque seco de dipterocarpos de hoja caduca.

## Ecología
La época de floración se da en octubre, mientras que la frutación ocurre posiblemente entre los meses de noviembre y diciembre.

## Sistemática
Fue descrita en 2010 por el botánico tailandés Somran Suddee, en base a ejemplares recolectados en la reserva de vida silvestre Phu Wua (provincia de Bueng Kan, Tailandia) durante una excursión botánica realizada en octubre de 2007. Recibe su epíteto específico en honor a Saksit Tridech, exsecretario permanente del ministerio de recursos naturales y medio ambiente de Tailandia.

## Conservación
Esta especie se conoce solo en su localidad tipo y su hábitat podría verse afectado por el pastoreo del ganado de los pueblos cercanos. Dada estas circunstancias, su descubridor propone un estado de conservación de especie en peligro crítico de extinción, siguiendo los estándares de la Unión Internacional para la Conservación de la Naturaleza.